# FLY HIGH (SURFACE單曲)
《FLY HIGH》是日本雙人音樂組合surface的第18張單曲。2005年11月23日由Sony Music Records發行。

## 解說
《FLY HIGH》是音樂組合surface自從上一張單曲《Re:START》以來，相隔1個月發行的最新單曲。同名標題曲曾被2005年10月起在東京電視台等東京電視網首播的電視動畫《CLUSTER EDGE》選為第1話至第14話的片頭主題曲使用。還有，同名標題曲與B面歌曲「--」兩首一起後來在surface他們移籍Sony Music Records之後的首張專輯《resurface》收錄，2006年4月26日發行。
此外，該單曲在初回仕樣特典有附贈同名動畫的寬標籤貼紙和卡片。

## 收錄歌曲
所有歌曲由椎名慶治（surface）作詞，surface（椎名慶治&永谷喬夫）編曲。
1. FLY HIGH
  - 作曲：椎名慶治、永谷喬夫
  - 東京電視台電視動畫《CLUSTER EDGE》片頭主題曲
2. --
  - 作曲：永谷喬夫
3. - 作曲：椎名慶治、永谷喬夫
4. FLY HIGH -TV Edit-